# Тит Херминий
Тит Херминий Аквилин (на латински: Titus Herminius Aquilinus) e римски консул през 506 пр.н.е. заедно със Спурий Ларций. Той произлиза от род Херминии.
През 507 пр.н.е. се бие заедно с колегата си Спурий Ларций и генерал Хораций Кокъл против Ларс Порсена, като защитава водещия към Рим мост (pons sublicius) над Тибър. Той и Спурий се бият против етруските и доставят жито за резерва от Понтийските блата в Лацио.
Той се бие като легат на конница в битката при Регилското езеро през 493 пр.н.е. и убива латинския генерал Октавий Мамилий, но самият той е убит, когато взема оръжието на убития.